# Максимо Гомес
Максимо Гомес Баес (на испански: Máximo Gómez Báez) е доминикански генералисимус във войната за независимост на Куба (1895–1898).
Известен със своята противоречива политика на подпалвач на земя, взривяване на пътнически влакове и опожаряване на имотите и захарните плантации на испанските лоялисти - включително много, притежавани от американци. Той значително увеличава ефикасността на атаките, като изтезава и убива не само испански войници, но и испански симпатизанти. По времето, когато Испанско-американската война избухва през април 1898 г., Гомес отказва да обедини сили с испанците в борбата срещу Съединените щати и се оттегля във вила извън Хавана след края на войната.

## Биография
Гомес е роден на 18 ноември 1836 г. в град Бани, провинция Перавия, днешна Доминиканска република. През тийнейджърските си години той се присъединява към битките срещу честите хаитянски набези на Фостин I през 1850 г. По-късно е обучен за офицер от испанската армия във военната академия в Сарагоса в Испания. Първоначално пристига в Куба като офицер от кавалерията, капитан в испанската армия и се бие редом с испанските сили във Войната за анексиране на Доминиканската република (1861–1865), печелейки повишение от капитан до командващ в известна победа над доминиканския генерал Педро Флорентино.
В Куба се жени за Бернарда Торо, която го придружава по време на войната.
След като испанските сили са победени и бягат от Доминиканската република през 1865 г. по заповед на кралица Исабела II, много поддръжници на анексионистката кауза заминават с тях и Гомес мести семейството си в Куба.
Гомес се пенсионира от испанската армия и скоро се заема с бунтовническата кауза през 1868 г., като помага за трансформирането на военната тактика и стратегия на кубинската армия от конвенционалния подход, предпочитан от Томас Джордан и други. Той научава кубинските мамбизи на най-страшната им тактика, „атаката с мачете“.

## Кубинска война за независимост
На 25 октомври 1868 г. по време на битката при Пино де Байре, Гомес повежда пеша атака с мачете, устройва засада на испанска колона и я унищожава; испанците дават 233 жертви. Испанската армия е ужасена, защото повечето са пехотни войски главно наборници, които се страхуват да не бъдат посечени от мачете. Тъй като на кубинската армия ѝ липсват достатъчно боеприпаси, обичайната бойна техника е да се стреля веднъж и след това да се атакуват испанците.
През 1871 г. Гомес ръководи кампания за изчистване на Гуантанамо от силите лоялни на Испания, особено от богатите производители на кафе, които са предимно от френски произход и чиито предци са избягали от Хаити, след като хаитяните са избили французите. Гомес провежда кървава, но успешна кампания и повечето от неговите офицери стават високопоставени такива, включително Антонио и Хосе Масео, Адолфо Флор Кромбет, Поликарпо Пинеда „Рустан“.
След смъртта в битка на генерал-майор Игнасио Аграмонте през май 1873 г., Гомес поема командването на военния окръг на провинция Камагуей и неговия прочут кавалерийски корпус. При първата инспекция на корпуса той заключава, че те са най-добре обучените и дисциплинирани в зараждащата се местна кубинска армия и ще допринесат значително за войната за независимост.
На 19 февруари 1874 г. Гомес и 700 други революционери маршируват на запад от източната си база и побеждават 2 000 испански войници при Ел Наранхо. Испанците губят 100 убити и 200 ранени в битка; бунтовниците дават 150 жертви. Батальон от 500 китайци се сражава под командването на Гомес в битката при Лас Гуасимас (март 1874 г.). Битката струва на испанците 1 037 жертви, а на бунтовниците 174 жертви. Бунтовниците обаче изчерпват ресурсите си: необичайното отклонение от партизанската тактика се оказва скъпо струващо начинание.
В началото на 1875 г. с по-малко от 2 000 души, Гомес пресича Троха - поредица от испански военни укрепления и изгаря 83 плантации около Санкти Спиритус и освобождава техните роби. Въпреки това, консервативните революционни лидери се страхуват от последствията от тези действия и отклонят войските далеч от армията на Гомес, което води до провал на кампанията. През 1876 г. Гомес сдава командването си, когато му е казано от генерал Карлос Ролоф, че офицерите от Лас Вилас вече няма да изпълняват заповедите му, тъй като той е доминиканец.

### Пoвишение в генерал
Гомес се издига до ранг генералисимус на кубинската армия, ранг подобен на този на генерал-капитан или генерал на армията, поради превъзходното си военно ръководство.
Той адаптира и формализира импровизираните военни тактики, използвани за първи път от испанските партизани срещу армиите на Наполеон Бонапарт в сплотена и цялостна система както на тактическо, така и на стратегическо ниво.
Той ръководи неуспешния опит за нахлуване в западна Куба. Прострелян във врата, след това винаги носи кърпа около врата си, за да покрие дупката от куршума. Неговата втора и последна рана идва през 1896 г., докато се бие в селските райони извън Хавана и завършва успешно нахлуване в западна Куба.

### Предложение за присъединяване към испанско-американската война
На 5 март 1898 г. генерал-капитанът на Куба Рамон Бланко предлага на Гомес и неговите кубински войски да се присъединят към него и испанската армия в отблъскването на Съединените щати в испанско-американската война. Бланко се позовава на споделеното наследство на кубинците и испанците и обещава автономия на острова, ако кубинците помогнат в битката с американците. Гомес отказва да подкрепи Бланко.

## Пенсиониране
В края на войната за независимост на Куба през 1898 г. Гомес се оттегля във вила извън Хавана. Той отказва президентската номинация, която му е предложена през 1901 г., която се очаква да спечели без проблем, главно защото не харесва политиката. Също така след 40 години живот в Куба, той все още смята, че тъй като е роден в Доминиканската република, не трябва да става лидер на Куба.
Умира във вилата си през 1905 г. и е погребан в гробището Колон, Хавана.